# Club Deportivo Vera (Almería)
Club Deportivo Vera es un club de fútbol español localizado en Vera (Almería),  en la comunidad autónoma de Andalucía. Fundado en 1960, actualmente milita en Primera División Andaluza, disputando los partidos como local en el Estadio Las Viñas, con una capacidad de 7,000 espectadores.

## Temporadas
| Temporada | Nivel | División                   | Posición | Copa del Rey |
| --------- | ----- | -------------------------- | -------- | ------------ |
| 1960-88   | 5     | Regional                   | —        |              |
| 1988/89   | 4     | 3.ª                        | 21.º     |              |
| 1989-00   | 5     | Regional                   | —        |              |
| 2000/01   | 5     | Reg. Pref.                 | 3.º      |              |
| 2001/02   | 5     | Reg. Pref.                 | 3.º      |              |
| 2002/03   | 5     | Reg. Pref.                 | 1.º      |              |
| 2003/04   | 4     | 3.ª                        | 16.º     |              |
| 2004/05   | 4     | 3.ª                        | 16.º     |              |
| 2005/06   | 4     | 3.ª                        | 12.º     |              |
| 2006/07   | 4     | 3.ª                        | 12.º     |              |
| 2007/08   | 4     | 3.ª                        | 14.º     |              |
| 2008/09   | 4     | 3.ª                        | 17.º     |              |
| 2009/10   | 4     | 3.ª                        | Retirado |              |
| 2010/11   | 5     | 1º Andaluza                | 14.º     |              |
| 2011/12   | 5     | 1º Andaluza                | 8.º      |              |
| 2012/13   | 5     | 1º Andaluza                | 11.º     |              |
| 2013/14   | 5     | 1º Andaluza                | 17°      |              |
| 2014/15   | 6     | 2ª Andaluza                | 10.º     |              |
| 2015/16   | 6     | 2ª Andaluza                | 5.º      |              |
| 2016/17   | 6     | 1º Andaluza                | 5.º      |              |
| 2017/18   | 6     | 1º Andaluza.               | 1.º      |              |
| 2018/19   | 5     | División de Honor Andaluza | 12.º     |              |
| 2019/20   | 6     | Primera Andaluza           | 1º       |              |
| 2020/21   | 5     | División de Honor Andaluza | 18°      |              |
| 2021/22   | 7     | Primera Andaluza           | 4º       |              |
| 2022/23   | 7     | Primera Andaluza           | 5º       |              |
| 2023/24   | 7     | Primera Andaluza           | 3º       |              |
| 2024/25   | 7     | Primera Andaluza           | 5º       |              |

## Datos del Club
- 8 temporadas en Tercera.
- 2 temporadas en División de Honor.

## Palmarés

### Torneos regionales
- Campeón Regional Preferente (1): 2002/03
- Campeón Primera Andaluza (2): 2017/18,[3] 2019/20
- Campeón Fase Provincial de la Copa de Andalucía (1): (2023)[4]

## Jugadores destacados
- Nino[5]
- Chupe
- Gregorio